# Raja Hindustani
Raja Hindustani (hindi राजा हिंदुस्तानी, urdu راجا ہندوستانی, w Niemczech wyświetlany pt. Taxi ins Glueck – „Taksówką do szczęścia”) – bollywoodzki film miłosny wyreżyserowany w 1996 roku przez Dharmesh Darshana. Film jest remakiem hitu z 1960 roku Jab Jab Phool Khile.

## Opis fabuły
Aart (Karisma Kapoor), kochana przez ojca, ale otoczona intrygami młodej macochy woli od podróży do Europy urlop w małym miasteczku, gdzie kiedyś ojciec poznał jej nieżyjącą matkę. Nie znając tam nikogo, wynajmuje na przewodnika miejscowego pełnego radości życia taksówkarza o niezwykłym imieniu Raja Hindustani (Aamir Khan). Z czasem układ „bogata pani – biedny sługa” zamienia się w przyjaźń, a pod wpływem pocałunku zakochanego Raja w miłość.

## Obsada
- Aamir Khan – Raja Hindustani
- Karisma Kapoor – Aarti
- Johnny Lever – przyjaciel Rajego
- Mohnish Behl – Jai
- Suresh Oberoi – p. Sehgal (ojciec Aarti)
- Kunal Khemu – Rajnikant

## Nagrody
- dla Aamir Khan/Aamira Khana – Nagroda Filmfare dla Najlepszego Aktora i Nagroda Star Sreen Awards za Najlepszą Rolę
- dla Karisma Kapoor/Karismy Kapoor – Nagroda Filmfare dla Najlepszej Aktorki
- Nagroda Filmfare za Najlepszy Film
- dla duetu Nadeem- Shravan – Nagroda Filmfare za Najlepszą Muzykę
- dla Udit Narayan/ Udita Narayana-Nagroda Filmfare dla Najlepszego Głosu Męskiego w Playbacku za piosenkę Pardesi Pardesi

## Piosenki
- Pardesi Pardesi (śpiewają Udit Narayan i Alka Yagnik)
- Aaye Ho Meri Zindagi (śpiewają Kumar Sanu i Alka Yagnik)
- Kitna Ppyaara Tuyhe Rab Ne Bananya (śpiewają Kumar Sanu i Alka Yagnik)
- Puchho Zara Puchho (śpiewają Kumar Sanu i Alka Yagnik)

muz. Nadeen Sharavan